# Carl Wilhelm Tölcke

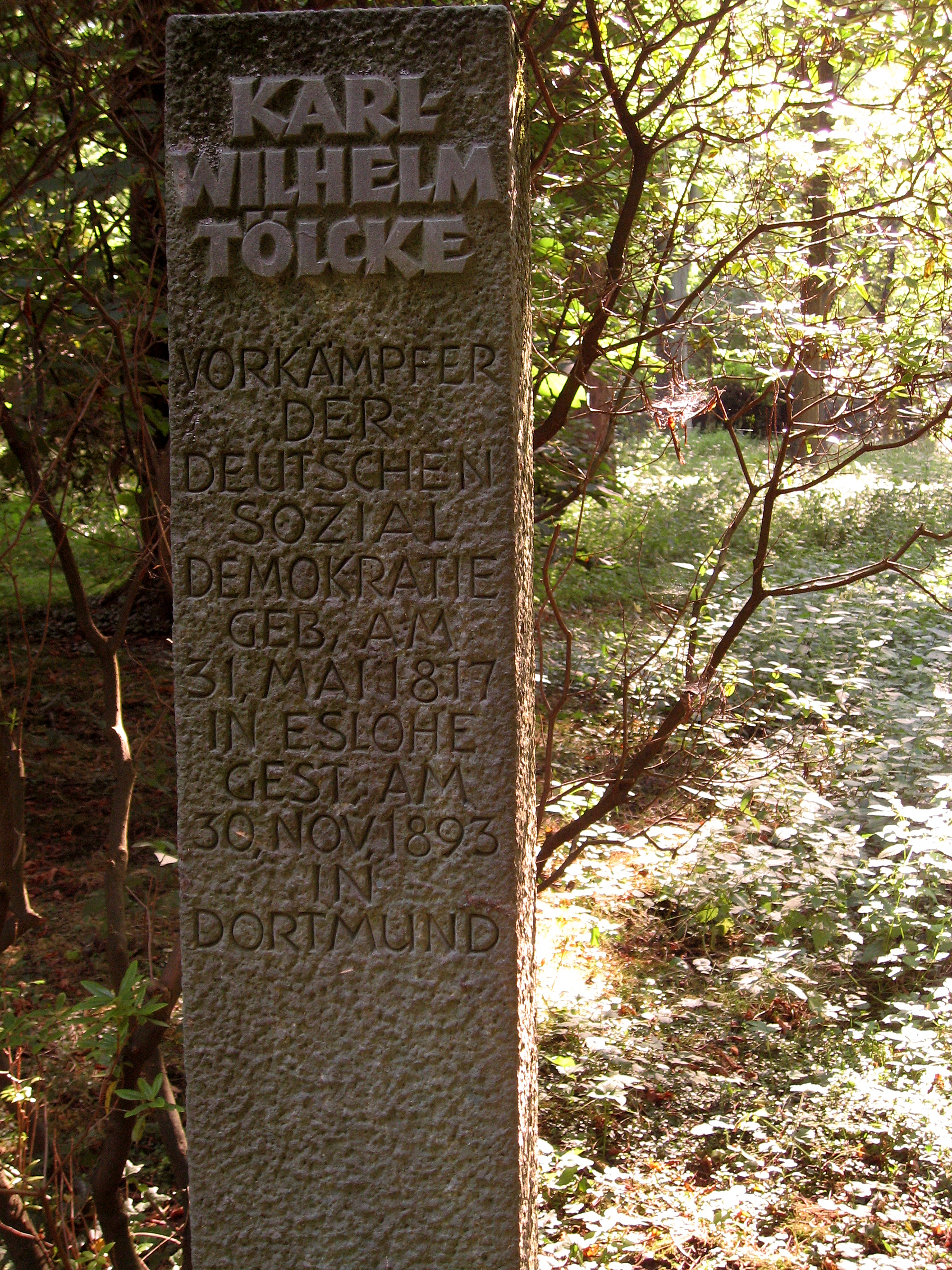
Monumento funerario conmemorativo en el cementerio Ostenfriedhof, de Dortmund

Carl Wilhelm Tölcke (Eslohe, Sauerland, 31 de mayo de 1817 - Dortmund, 30 de noviembre de 1893) era un político socialdemócrata alemán, el "padre de la Socialdemocracia en Westfalia" y presidente de la Allgemeinen Deutschen Arbeitervereins.

## Biografía
Carl Wilhelm Tölcke nació el 31 de mayo de 1817 en la localidad de Eslohe. Era hijo del gendarme Christian Tölcke y de su esposa, Dorothea Schildmann. El padre era protestante y fue enviado por el gobierno de Prusia al antiguo ducado de Westfalia, a la católica Eslohe. Las condiciones de vida de la familia eran extremadamente modestas. En un informe sobre el estado del edificio de apartamentos, Christian Tölcke se quejaba de las condiciones materiales: "Con cada ráfaga de viento, las ventanas vuelan y los pestillos fallan, la luz se apaga y el tamaño de las habitaciones es ínfimo"; más adelante afirma que "el residente no puede pagar la madera necesaria para el calentamiento de su apartamento". 
Sin una comunidad protestante en Eslohe, Carl Wilhelm fue bautizado en la iglesia católica. Él mismo sirvió como monaguillo y asistió a la escuela primaria en Eslohe. Después de la escuela, en 1832 sirvió a la Administración de Justicia como funcionario. Más tarde, interrumpió su actividad profesional a causa del servicio militar. En 1844 era actuario de la Corte y funcionario de Agricultura en Altena. El 5 de abril de 1844 se casó con Antonia Friederike Müller, la hija de un actuario judicial de Suhl. La pareja tuvo ocho hijos. Profesionalmente, en 1848 pasó a director de la oficina.

## Revolución de 1848

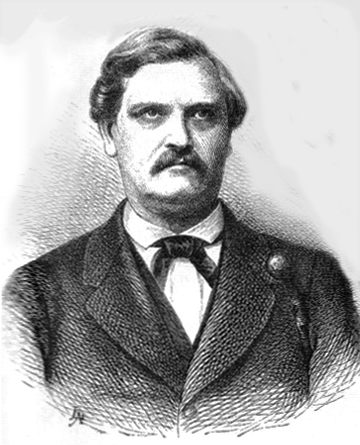
Carl Wilhelm

Tras el estallido de la Revolución de marzo, en 1848, Tölcke comenzó a involucrarse políticamente. Se acercó a opositores al Gobierno alemán y era crítico con la política de la Restauración. Tölcke abogó por un sistema constitucional en el que la monarquía respetara las normas dadas: "Las personas libres ponen a su rey en el trono, para a continuación discutir con él el gobierno y el derecho a mantenerlo." Por lo tanto, su posición durante la revolución no difería significativamente de la de Johann Friedrich Joseph Sommer, cercanos ambos al de los revolucionarios liberales.
Tölcke publicó el 8 de abril de 1848 en el diario Altenaer Wochenblatt un llamamiento para formar un cuerpo de combate en la ciudad de Altena. Tras pasar por la cárcel, fue liberado el 1 de julio de 1848, debido según él a "negligencias del servicio". El 20 de julio, fue uno de los fundadores de la asociación civil constitucional. Unos días más tarde fue nombrado presidente provisional del Konstitutionelle Bürgerverein. El número de miembros de la asociación creció de manera espectacular. Se incluían artesanos, trabajadores y comerciantes de toda índole. Los diferencias entre confesiones fueros irrelevantes e incluso los ciudadanos católicos y judíos fueron miembros. La asociación fue legalizada y luchó contra las fuerzas reaccionarias, incluso contra los republicano-demócratas.
Tras la disolución de la Asamblea Nacional de Prusia, Tölcke fue detenido por unos días el 14 de noviembre de 1848, acusado de haber malversado el dinero de una subasta. Durante el levantamiento de Iserlohn de 1849, le ofrecieron la dirección de las milicias locales, pero él se negó. Además, sostuvo que era necesario cumplir las disposiciones legales.
Tras el levantamiento de Iserlohn, Tölcke tuvo que huir, acusado de traición. A finales de 1849 fue a prisión, pero fue liberado en mayo de 1850 y enviado a Wesel. Sin embargo, fue condenado a una multa de 650 táleros y a la pérdida de los derechos civiles por supuesta malversación de fondos en la subasta del 20 de mayo de 1850. Más tarde, la sentencia fue mitigada por el Tribunal de Apelación en Hamm.
A su salida de la cárcel, Tölcke vive en Iserlohn e intenta rehacer su vida. Trabajó como vendedor ambulante y escritor. En 1857 fue condenado a tres meses de cárcel por resistirse a la autoridad del estado en Duisburgo. Más tarde publica en la revista "Volksbote" un artículo en el que aboga por una monarquía constitucional, con ideas muy próximas a las de Ferdinand Lassalle. Hacia 1860, Tölcke entra en contacto con la Asociación Nacional de Alemania. Sus esfuerzos por recuperar sus derechos civiles como Administrador del distrito de Iserlohn en 1865 fueron en balde.

## ADAV

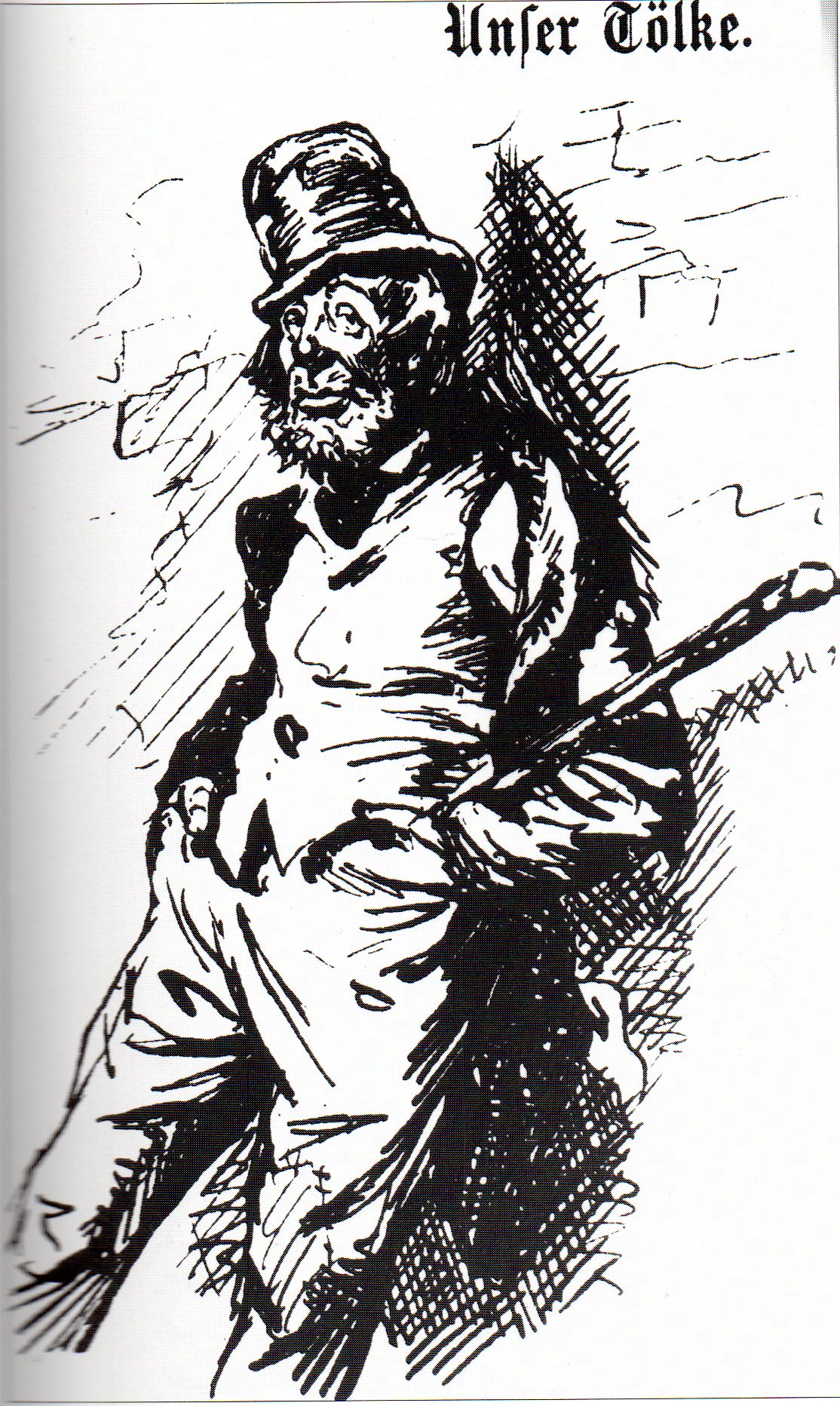
Caricatura contemporánea de "Knüppeltölcke"

A principios de 1865, Tölcke se unió en Iserlohn a la Allgemeiner Deutscher Arbeiterverein, Asociación General de Trabajadores Alemana, conocida como ADAV. A pesar de las reiteradas prohibiciones, hizo campaña en Westfalia y Renania. Se hizo muy popular y ganó numerosos seguidores para la ADAV. Junto a Hugo Hillmann de Elberfeld, Tölcke era el líder más importante de Prusia Occidental (Rheinland y Westfalia).
El 30 de noviembre de 1865 fue elegido en Frankfurt presidente de la ADAV. Pronto entró en conflicto con la condesa Sophie von Hatzfeldt por el legado de Ferdinand Lassalle y rechazó los cambios en los estatutos. Los partidarios de Hugo Hillmann impugnaron el congreso y Tölcke tuvo que renunciar a la presidencia del sindicato a mediados de junio 1866. Fue reemplazado por el exvicepresidente August Perl.

## Del SDAP al SPD
En 1874 fue prohibida la ADAV en Prusia. Tölcke reconoció públicamente que la lucha contra el partido hermano, el SDAP, había sido un error, con lo que impulsó la fusión de ADAV con el SDAP. Algunos militantes del SDAP como Wilhelm Liebknecht, en julio de 1874, se muestran escépticos. Tölcke no pudo convencer al presidente de ADAV, Hasenclever, de la necesidad de unir esfuerzos. Sin embargo, el 11 de octubre de 1874 Tölcke inicia conversaciones con Wilhelm Liebknecht para acercar posturas. Tras las primeras negociaciones en Leipzig, las negociaciones posteriores dan como resultado el programa de Gotha, en el que Tölcke no participó debido a conflictos dentro del partido con Wilhelm Hasselmann.
En el Congreso de unidad de Gotha de 1875, la unión de las organizaciones se completó finalmente. El nuevo partido se llamó Partido Socialista de los Trabajadores de Alemania (SPD). Toelcke se trasladó a Dortmund y trabajó en pos del nuevo proyecto. En las tareas de consolidación del nuevo partido, fundó la asociación local de Dortmund y en 1878 fue director del órgano del partido, Prensa Libre, en Westfalia.
A finales de 1880 concurrió en vano a las elecciones del Ayuntamiento de Dortmund. Su candidatura para el Reichstag en 1890 no tuvo éxito, pero obtuvo el 26,7% de los votos, representando un moderado éxito. Después de la derogación de la ley Socialista ayudó a reconstruir la organización del partido y participó en las conferencias del partido en Halle y Erfurt. A pesar de una enfermedad grave, concurrió otra vez a las elecciones generales de 1893 y fue derrotado, aunque obtuvo mejores resultados que los candidatos del partido Nacional Liberal.

## Muerte
Carl Wilhelm Tölcke murió el 30 de noviembre de 1893 en Dortmund, a la edad de 76 años. El funeral tuvo lugar el 4 de diciembre bajo gran simpatía de sus compañeros de partido, en el cementerio del Este de Dortmund.